# Discoteche abbandonate
Discoteche abbandonate è un singolo del cantautore italiano Max Pezzali, pubblicato il 15 aprile 2024.

## Descrizione
Il brano, scritto insieme a Jacopo Èttorre e prodotto da Michele Canova Iorfida, è dedicato al disc jockey Claudio Coccoluto, scomparso nel 2021, e inizialmente è uscito solo in radio. Qualche giorno prima dell'uscita radiofonica del brano, Max Pezzali ha accompagnato alcuni giornalisti e influencer in una gita in pullman da Milano a Pavia che ha previsto un tour dei locali notturni abbandonati e/o non più esistenti della zona, facendo tappa anche presso due note ex discoteche di Pavia, il Celebrità (di cui l'artista pavese aveva parlato nel brano La regina del Celebrità, inciso nel 2000 con gli 883) e il Docking, entrambi diventate dei garage.
In un'intervista a Vanity Fair Italia Max Pezzali ha dichiarato riguardo al brano:
Il 5 luglio 2024 esce su tutte le piattaforme digitali anche la versione remix del brano, che vede le collaborazioni di famosi disc jockey come Albertino, Mario Fargetta e i Datura.

## Video musicale
Il video, diretto da Dario Garegnani, è stato reso disponibile in contemporanea con l'uscita del singolo attraverso il canale YouTube del cantante e mostra alcune discoteche molto famose e frequentate negli anni 1980 e 1990, oggi abbandonate. Le fotografie in questione sono tratte dal libro Disco Mute dell'associazione culturale Ascosi Lasciti.

## Formati
Il singolo è stato pubblicato in CD e vinile singolo, in edizione limitata, andata sold out in poche ore. Successivamente è uscito anche un fumetto. È stato infine inserito nella raccolta Max Forever Vol.1, pubblicata nel dicembre dello stesso anno.

## Tracce
Testi di Max Pezzali, Jacopo Èttorre, musiche di Max Pezzali, Michele Canova Iorfida
CD, download digitale
1. Discoteche abbandonate – 2:57

Download digitale – Franco Moiraghi Remix
1. Discoteche abbandonate (Franco Moiraghi Remix) – 3:29

Download digitale – Datura and Matteo Sala Remix
1. Discoteche abbandonate (Datura and Matteo Sala Remix) – 3:51

Download digitale – Albertino, Mario Fargetta Remix
1. Discoteche abbandonate (Albertino, Mario Fargetta Remix) – 2:30

12"
- Lato A

1. Discoteche abbandonate – 2:57
2. Discoteche abbandonate (Albertino, Mario Fargetta Remix) – 2:30

- Lato B

1. Discoteche abbandonate (Datura and Matteo Sala Remix) – 3:51
2. Discoteche abbandonate (Franco Moiraghi Remix) – 3:29

## Classifiche
| Classifica (2024) | Posizione massima |
| ----------------- | ----------------- |
| Italia (Airplay)  | 24                |